# Schizoceratomyia
Schizoceratomyia là một chi ruồi trong họ Syrphidae.